# Maurice Ewing
William Maurice Ewing (12 de mayo de 1906-4 de mayo de 1974) fue un geofísico y oceanógrafo estadounidense.
Ewing ha sido descrito como el pionero de la geofísica, quien trabajó en la investigación de la reflexión sísmica y la refracción en las plataformas oceánicas, fotografía del fondo oceánico, la transmisión del sonido submarino (incluyendo el canal SOFAR), extracción de muestras del fondo oceánico en aguas profundas, la teoría y la observación de las ondas sísmicas de superficie, la fluidez del núcleo de la Tierra, la generación y propagación de microsismos, explosines sismológicas submarinas, estudios de la gravedad marina, la batimetría y sedimentación, la radiactividad natural de las aguas oceánicas y en los sedimentos, el estudio de las llanuras abisales y los cañones submarinos.
Nació en Lockney, Texas, donde era el hijo mayor de una familia de granjeros de gran tamaño. Ganó una beca para asistir a la Universidad Rice, obteniendo la licenciatura con honores en 1926. Completó sus estudios de postgrado en la misma institución, donde obtuvo una máster en 1927 y completó el doctorado en 1931. En 1928 se casó con Hildenbrand Avarilla, y la pareja tuvo un hijo.
Se trasladó a la Universidad de Columbia, convirtiéndose en un profesor de geología en 1947. En 1959 fue nombrado profesor Higgins de Geología de Columbia. El Dr. Ewing (a menudo llamado simplemente 'Doc' por aquellos que trabajaron con él) fue el fundador (en 1949) y primer director del Observatorio Geológico Lamont (ahora conocido como Lamont-Doherty Earth Observatory (LDEO) en Palisades, Nueva York) donde trabajó con J. Lamar Worzel (especialista en gravedad), el Dr. Frank Press (sismólogo), Jack Nafe y Jack Oliver. El primer buque de investigación del LDEO, R / V Maurice Ewing fue bautizado así en su honor.